# ستان بيفان
ستان بيفان هو نقابي وسياسي أسترالي، ولد في 14 أكتوبر 1901، وتوفي في 19 سبتمبر 1987. نشط حزبياً في حزب العمال الأسترالي (فرع جنوب أستراليا) ‏. وقد انتخب Minister of Roads ‏ (10 مارس 1965 – 16 أبريل 1968) وانتخب Minister for Local Government ‏ (10 مارس 1965 – 16 أبريل 1968) وانتخب عضو المجلس التشريعي لجنوب أستراليا ‏ عن دائرة Central District No. 1 (South Australian Legislative Council) ‏ وقد انضم خلال فترته النيابية (24 أكتوبر 1951 – 14 مايو 1970) للكتلة البرلمانية حزب العمال الأسترالي (فرع جنوب أستراليا) ‏.